# Goudkroonsifaka
De goudkroonsifaka (Propithecus tattersalli) is een zoogdier uit de familie van de indriachtigen (Indriidae). De wetenschappelijke naam van de soort werd voor het eerst geldig gepubliceerd door Elwyn L. Simons in 1988.

## Voorkomen
De soort komt voor in Madagaskar.